# Христианство у готов
Христианство начало распространяться у готов в первой половине IV века. Среди германских племён готы первые приняли христианство. Особенности христианизации готов, пришедшейся на разгар арианского спора, исследователи связывают с различными внешними и внутренними факторами. В силу исторических обстоятельств, готы приняли христианство в его арианской форме. Библия, переведённая епископом готов Вульфилой на готский язык, использовалась и другими народами.
Христианство было государственной религией в двух основных государственных образованиях готов — в королевстве вестготов, где до 589 года доминировало арианство, и в королевстве остготов, где арианство было основной конфессией до разрушения этого государства Византией в середине VI века. Сохранилось не очень много сведений о том, как была устроена христианская церковь в государствах готов, однако имеющаяся информация указывает на то, что христианство не играло определяющей роли в жизни готов. Не известно о случаях значимых конфликтов на религиозной почве между арианами и сторонниками ортодоксального христианства. Также конфессиональные предпочтения готов не были важными факторами в их отношениях с другими германскими народами, вне зависимости от того, исповедовали ли они одну религию с готами или нет.

## Принятие и распространение христианства

### Первоначальное распространение христианства
Длительное время столкновения готов с Римской империей носили исключительно военный характер и привели к появлению у готов большого количество пленных. Принадлежа к более развитой культуре, они оказывали разнообразное влияние на победителей. Так, известно, что пленные римляне научили тервингов строить корабли. Считается, что именно через пленных христиан готы впервые познакомились с христианской религией. В 251 году готы Книвы увели в плен римских христиан, которых затем превратили в «своих господ и братьев». В правление Валериана (253—260) во Фракии и Мёзии, подвергавшихся нападениям готов, существовало несколько христианских общин. О христианских пленных, захваченных в Азии, в правление его сына Галлиена сообщают многочисленные источники, в том числе епископ Григорий Неокесарийский. Составленные им каноны решают практические проблемы, встающие перед верующими, захваченными в плен язычниками. О миссионерской деятельности пленных христиан сообщают церковные историки Филосторгий и Созомен.
О значительном распространении христианства у готов в начале IV века свидетельствует Афанасий Великий в своей датируемой 319—320 годами речи «De incarnatione Verbi». В ней он отмечает смягчающее воздействие учения Христа на нравы варварских народов, в числе которых он называет и готов. Война, которую между 322 и 332 годами император Константин Великий вёл с готами, несколько замедлила распространение среди них христианства, тем не менее именно 322 годом Сократ Схоластик датирует первое знакомство готов с Евангелием. Примерно в это же время образовывается Готская епархия, первым епископом которой с титулом митрополита был Феофил. О Феофиле, принявшем участие в Первом Никейском соборе в 325 году и осудившем арианство, упоминают Евсевий Кесарийский и Сократ Схоластик.
После завершения войны в 332 году Константин Великий последовательно демонстрировал намерение расположить к себе готов и сблизить их со своими подданными. По словам Евтропия, они всегда хранили о нём благодарную память, а среди святых, перечисленных в сохранившемся фрагменте готского календаря, значится и «царь Константин».
При ближайших преемниках Константина, Констанции II и Юлиане Отступнике, установившийся мир с готами продолжался. Во время конфликта императора Валента с узурпатором Прокопием последний обратился за помощью к готскому вождю Атанариху, предоставившему Прокопию, претендовавшему на родство с Константином Великим и Констанцием, отряд в 3000 человек. После того как этот отряд был захвачен в плен и рассеян по всей империи, его судьба стала поводом для разногласий между готами и империей. Отказ Валента вернуть пленных и его готовность наказать готов за поддержку узурпатора привели к длившейся с 367 по 369 год войне.

### Деятельность Авдия
Епифаний Кипрский сообщает о миссионерской активности среди готов выходца из Месопотамии Авдия и его общины. Авдий в правление Констанция был изгнан за излишнюю принципиальность в вопросах благочестия, отрицание решений Никейского собора в части даты празднования Пасхи и неортодоксальную интерпретацию утверждений Библии о физическом подобии Адама Богу. Его последователи, выделившись в отдельную общину, основывали свои монастыри и сформировали отдельную церковную иерархию. Местом изгнания Авдия была определена Малая Скифия, расположенная рядом с владениями вестготов.
Миссионерство Авдия среди вестготов было достаточно успешным — как утверждает Епифаний, «всё в жизни готских авдиан было чинно и прекрасно, кроме споров относительно даты Пасхи и неразумно понимаемого учения об образе Божием». При этом церковный историк отмечал унаследованную готами от своих проповедников неприязнь к религиозному большинству империи («православным»), осуждаемому уже за одну принадлежность к государственной церкви. После начала гонений на христиан при Атанарихе часть их вернулась в Малую Азию, остальные влились в другие христианские общины.

### Деятельность Вульфилы

#### Проблемы хронологии
Сведения о жизни и миссионерской деятельности второго епископа готов, Вульфилы, получаемые из произведений Филосторгия, Сократа Схоластика, Созомена, Феодорита Кирского, житийной литературы и воспоминаний его ученика Авксентия Дуросторского не дают возможности составить детальную хронологию этих событий. Поскольку источники не приводят точных дат, указывая лишь, сколько прошло лет между теми или иными событиями, две основные схемы хронологии жизни Вульфилы отличаются на 7 лет. По наиболее распространённой теории, Вульфила родился около 311 года (около 318 года по альтернативной версии) в семье потомков захваченных в Каппадокии христиан. Сообщение Филосторгия о том, что Вульфила прибыл в империю при Константине Великом и получил хиротонию от друга Ария Евсевия Никомедийского, достоверно, если принять более раннюю датировку рождения Вульфилы, так как, по мнению Авксентия, это произошло, когда Вульфиле исполнилось тридцать лет. Если бы это происходило в 348 году, то Евсевия уже 7 лет как не было в живых.
О начальном этапе деятельности Вульфилы мало что известно. Среди его помощников в тот период называют Селена, ставшего впоследствии третьим епископом готов, Авксентия, воспитанного Вульфилой, и Феотима, будущего епископа Томи. Феодорит Кирский сообщает, что готы «чрезвычайно верили [Вульфиле], и его слова считали за ненарушимые законы».
По данным Авксентия, через семь лет после посвящения Вульфилы и, вероятно, в результате его деятельности вождь Атанарих, «руководимый ненавистью, внушённой диаволом», начал гонение на христиан. По рассказу Авксентия, в поисках укрытия Вульфила обратился к императору Констанцию, разрешившему поселиться преследуемым к югу от Дуная. О переселении христиан из Готии в Мёзию сообщает и Филосторгий. В «Гетике» Иордана эти переселенцы названы «малыми готами», в его время (первая половина VI века) составлявшими ещё довольно многочисленное племя. Находясь на территории империи, Вульфила получил возможность принять деятельное участие в арианском споре на стороне противников «никейцев». Авксентий утверждает, что Вульфила участвовал во многих синодах, но достоверным можно считать только его участие в Константинопольском соборе 360 года, о котором упоминают Сократ и Созомен.

#### Второе гонение на христиан
Мнения относительно количества христиан к началу второго гонения диаметрально противоположны. Русский церковный историк XIX века Д. Беликов полагал, что с бегством Вульфилы и изменением политической обстановки, вынудившей Атанариха начать войну с Римом, гонения на христиан постепенно прекратились, и к 370-м годам государство вестготов стало почти полностью христианским. В городах и сёлах появились храмы и пресвитеры, упоминаются монахи, а значит, были и монастыри. С другой стороны, современный австрийский историк Х. Вольфрам полагает, что их количество было незначительным, иначе гонение не получило бы необходимую поддержку народа, но достаточно влиятельным, чтобы представлять опасность для традиционного образа жизни.
На этом фоне Атанарих начал новое гонение, длившееся с 369 по 372 год и носившее более систематический характер. Церковные историки IV—V веков по-разному объясняют причины, которыми руководствовался Атанарих, проводя эти преследования. По мнению Епифания Кипрского, наиболее близкого к этим событиям, причина была в ненависти к императору и Римской империи. Согласно Сократу Схоластику и Созомену, он желал сохранить «веру отцов» от разрушения новой религией. Вероятно, тут нет противоречия, поскольку во время готской войны Валент имел в своём лагере в качестве миссионера епископа Евдоксия. В отличие от первого гонения, о втором сохранилось больше сведений как у церковных историков, так и в житиях святых и мучеников. Рассказы о жестоких преследованиях христиан сохранились в повествованиях о 308 мучениках готских, из которых 26 известны поимённо, мучениках Савве и Никите. Указание на то, что казнь мученика Никиты произошла в консульство Модеста и Аринфея, позволяет датировать данные события 372 годом. Источники показывают, что к этому времени христианство проникло во все слои готского общества — если мученик Савва, происходя из Каппадокии, даже не был готом, то Никита и упоминаемая в истории и 26 мучениках готских Гаата принадлежали к готской знати. По мнению исследователей, гонения Атанариха только способствовали дальнейшему расколу среди тервингов и только усугубили катастрофу 376 года.
Отдельно в источниках рассматривается вопрос о «православности» подвергшихся гонению христиан. Созомен, датируя события второго гонения периодом нашествия гуннов, в результате которого готы перешли в правление арианина Валента под защиту империи и приняли христианство в его арианской форме, причисляет всех подвергшихся гонениям к арианам. В этом с ним согласны Сократ Схоластик и Кассиодор. Другой точки зрения придерживаются Василий Великий, Амвросий Медиоланский и Аврелий Августин, полагающие, что в это время готы ещё придерживались «православия», то есть признавали решения Первого Никейского собора, осудившего арианство. О Никите сообщается, что его истинам веры обучил присутствовавший на том соборе епископ Феофил. Скорее всего, жертвами преследования стали христиане, которых только последующее поколение различало как сторонников различных деноминаций.
Как и во время предыдущего гонения, готы бежали на территорию Римской империи, где нашли поддержку в лице наместника Малой Скифии Юния Сорана. Часть из них добавилась к прихожанам Вульфилы в Мёзии, часть расселилась по другим провинциям империи. Также эти события привели к обострению борьбы за власть среди готов. Против Атанариха выступил Фритигерн. Потерпев вначале поражение, он обратился за помощью к Валенту, пообещав в обмен перейти в арианство. Получив военную помощь от Рима и одержав победу, Фритигерн около 376 года получил верховную власть над тервингами. Возможно, это произошло при участии Вульфилы, который после этого возобновил свою деятельности на территории государства вестготов, в которой ему теперь помогали миссионеры, присланные Валентом.

#### Религиозные взгляды Вульфилы
Богословие Вульфилы было близко ко взглядам Ария с его строгим различением лиц Троицы. Во время своей миссии у готов Вульфила был в некоторой изоляции, и его отношение к богословским спорам своего времени не было чётко выражено. Когда в связи с участием в соборе 360 года ему потребовалось определиться, он примкнул к партии Акакия Кесарийского и Евдоксия Антиохийского, хотя Созомен и не называет его в числе противников Никейского собора.
Касаемо богословия Вульфилы после 360 года Авксентий сообщает о враждебности своего учителя к обоим течениям, в названии которых было слово др.-греч. οὐσία («сущность», читается — «усиа»), — омоусианским сторонникам Никейского Символа веры и омиусианским сторонникам подобосущия во главе с Василием Анкирским. Позиция Вульфилы отличалась от никейской и в определении космологической роли членов Троицы, наделяя каждого из них своими функциями. Взгляды Вульфилы, что «единорожденный» Сын «нерождённого» высшего Бога является сам творцом физического и духовного миров, близки как воззрениям самого Ария, так и средних платоников II и III веков, также предполагавших существование демиурга, действующего от лица высшего Первопринципа. Святой Дух у Вульфилы вообще не Бог, но создание второго Бога, помогающее людям сообщаться с божественным миром.

#### Готская Библия
Филосторгий и Созомен сообщают об изобретении Вульфилой готского алфавита и переводе с помощью него на готский язык всей Библии, кроме книги Царств. Некоторыми исследователями Вульфила признавался более аккуратным переводчиком, чем Эразм или Лютер. Однако маловероятно, что перевод Библии мог быть завершён в течение семилетнего служения Вульфилы в готских землях. Скорее всего, это было коллективное предприятие готского епископа и его соратников в течение более чем тридцати лет. Согласно одной из версий, перевод Библии на готский язык осуществлён несколькими переводчиками, возможно под руководством Вульфилы.
Спустя век после смерти Вульфилы остготский вождь Теодорих захватил северную Италию и основал своё королевство. Там в первой половине VI века трудился готский каллиграф Вилиарих, возможный автор лучшей из 8 сохранившихся рукописей Готской Библии, Codex Argenteus.
Вопрос о том, насколько богословские взгляды Вульфилы повлияли на перевод Библии на готский язык, много обсуждался, но достоверных следов догматических склонностей переводчика не было обнаружено. В V и VI веках исходный текст Готской Библии в какой-то мере изменялся и адаптировался под влиянием латинской Библии, бывшей в ходу среди римлян, с которыми контактировали готы. Однако не исключено, что латинский элемент в Готской Библии частично присутствовал в ней изначально, так как готский текст, возможно, сверялся с ранними латинскими переводами Библии во время перевода. Письмо Иеронима Стридонского двум готским священникам, написанное примерно 20 лет спустя после смерти Вульфилы, содержит ответы на не менее чем 178 вопросов по поводу переводов трудных мест из Священного Писания.
Готская версия Евангелий строго буквальна. В своём переводе Библии на готский язык переводчики стремились к дословному сохранению греческого порядка слов даже в ущерб готской грамматике. Другой особенностью перевода является её единообразие — то есть утверждение, что одинаковые греческие слова переводились одними и теми же готскими, если это не искажало смысл. Принципиальные исследования вариативности в готском тексте указывают на взаимоисключающие случаи употребления как единиц лексического, звукового и синтаксического, так и эгзегетического уровней.

### При Феодосии I
Первое столкновение готов с гуннами произошло в 376 году, и для отражения этой угрозы власть вновь была передана Атанариху. В течение трёх лет стало ясно, что готы не смогут удержать оборону, и в этих условиях инициатива перешла к христианской и проримской «оппозиции», считавшей лучшим выходом перейти Дунай и поселиться на землях империи. Большая часть тервингов покинула Атанариха и под руководством Фритигерна и Алавива была принята в Римской империи. Рассказывая о подробностях переселения готов на Балканский полуостров, Евнапий сообщает, что готы, желая ввести римлян в заблуждение, нарядили своих жрецов в епископские одежды или в длинные чёрные одежды, напоминающие монашеские. До того, как готы расселятся на обещанных им землях, заботу об их пропитании должна была на себя взять администрация провинции Фракия. Злоупотребления и воровство чиновников вызвали среди готов голод, приведший к мятежу. Германцы, расширив под предводительством Фритигерна зону своих грабительских набегов до Геллеспонта, вынудили императора Валента, находящегося в то время в Антиохии, вмешаться. В решающем сражении у Адрианополя в 378 году римляне потерпели сокрушительное поражение, потеряв более двух третей войска и своего императора. Смерть Фритигерна и объединение готов под властью Атанариха создали новую опасность для империи. В результате миротворческих усилий Феодосия I в 382 году готы вновь стали федератами империи, разместившись в Мёзии и Дакии.
Учитывая сообщение Евнапия, сложно оценить, насколько было распространено среди готов христианство в конце 370-х годов. Вероятно, среди готов Атанариха преобладало следование традиционным верованиям.
С воцарением Феодосия в 379 году отношение в Восточной Римской империи к арианству изменилось. Являясь выходцем из Римской Испании, где эта форма христианства никогда не была распространена, Феодосий в первый год своего правления издал эдикт, объявивший исповедование Никейского Символа веры единственной «православной верой». Последовавшие вскоре новые законы практически полностью лишили ариан возможности совершать богослужения и проповедовать свою веру. К своим готским единоверцам во Фракию удалились изгнанные арианские епископы — Демофил из Константинополя, Лукий из Александрии и другие. К этому времени язычество у вестготов практически полностью исчезло, заменённое христианством в арианской форме.
Вселенский Первый Константинопольский собор в восточной части империи и Аквилейский собор на Западе, прошедшие практически одновременно в 381 году, положили конец периоду арианских споров, поставив все противоречащие Никейскому Символу веры учения вне закона. Гонение на арианство в первые годы царствования Феодосия вызвало недовольство среди готов, вылившееся в беспорядки и мятежи. Однако созванный в 383 году собор подтвердил верность Никейскому собору, а письменные изложения веры ариан были лично разодраны императором. Тем не менее, ариане не теряли надежды на перемену в отношении к своей вере, что подпитывалось событиями на Западе, где в 386 году под влиянием своей матери, арианки Юстины, император Валентиниан II (375—392) принял эдикт о терпимости к различным христианским конфессиям, в том числе арианам. Лидеры восточных ариан — Вульфила, Палладий Ратиарский и Авксентий Дуросторский — прибыли в Константинополь и обратились к Феодосию с просьбой о проведении нового собора и получили обещание о его проведении. В июне 388 года император выступил из столицы в поход против узурпатора Магна Максима. Вскоре после этого начали распространяться слухи — что император перед отбытием издал долгожданный указ о веротерпимости, что он потерпел поражение и захвачен в плен. Вслед за этим начался бунт, дом архиепископа Нектария был разграблен и сожжён. В таких условиях Феодосий не только отменил назначенный собор, но и принял ещё более строгий закон, запретивший даже обсуждать вопросы, имеющие отношение к арианству. Тогда же, возможно, от огорчений, умер епископ Вульфила. Соответственно, если принимать за датировку рождения Вульфилы 311 год, рассказ о его смерти относится к периоду вскоре после Первого Константинопольского собора в 383 году.

### При Аркадии
Смерть Феодосия в 395 году и воцарение Аркадия не принесли изменения в отношении империи к арианам. После смерти Вульфилы епископом готов стал Селена, чьей главной задачей стало сохранение веры в том виде, как это завещал его предшественник. Опасность для религиозного единства готов представляли споры среди ариан. При арианском епископе Константинополя Дорофее, сместившем на этом посту Марина, возник спор о том, был ли Бог-Отец до того, как Сын получил своё бытие. Дорофей настаивал на отрицательном ответе на этот вопрос, тогда как Марин утверждал обратное. Одновременно с этим Марин находился в ссоре по вопросу первенства с арианским епископом Эфеса Агапием. Готы, поддержав в догматическом отношении Марина, в организационном по какой-то причине были сторонниками Агапия. Результатом этого конфликта стало присоединение части арианского клира к православной церкви, а среди оставшихся победила точка зрения Марина («псафирианство»).
Ещё большее число готов приняло православие в результате деятельности Иоанна Златоуста, занимавшего Константинопольскую кафедру с 398 по 404 год. Для достижения своей цели Иоанн в один из константинопольских храмов поставил готских священников, приказав вести службы только на готском языке. Эта церковь, где с проповедями выступал и сам Иоанн, постепенно приобрела популярность среди живших в столице и приезжих готов.
После разделения готов в 395 году Готская церковь во Фракии прекратила своё существование. Большая часть народа переселилась в другие места, а те, кто остался, исчезли без следа. Многие, очевидно, были усилиями Златоуста обращены в православие. Хотя по названию Готская церковь на Балканах сохранялась до XI века, к готам она отношения не имела.

## В государствах германцев

### В Крыму
Поскольку в 250-х годах большую часть своих набегов готы совершали из Крыма, то, вероятно, именно туда или в прилегающие территории попала и большая часть пленных христиан. Около 300 года соседнее эллинистическое государство Боспорское царство приняло в качестве официальной религии христианство.
В начале IV века, при митрополите Феофиле Боспоританском, была учреждена Готская архиерейская кафедра. Феофил, как и его соседи — епископ города Херсонеса Филипп и епископ Боспора Киммерийского Кадм, названы в числе участников Первого Никейского собора 325 года. В Тавриде епископ Феофил крестил будущего мученика Никиту. При преемнике Феофила, Вульфиле, епархия уже определённо связывалась с Крымской готией.
По причине своей удалённости христианская община в Крыму не была вовлечена в арианские споры и сохранила верность никейскому православию и Константинопольскому епископату.
Епископ Константинополя в 398—404 годах Иоанн Златоуст, в отличие от большинства церковных деятелей своего времени, уделял значительное внимание миссионерской деятельности. Он посвятил гота по имени Унила в епископы в Крым. После смерти Унилы, уже находясь в изгнании, Златоуст беспокоился в 404 году о поиске ему надлежащего преемника. Он поддерживал контакт с Крымом через готских монахов, чей монастырь находился близ Константинополя. Вероятно, именно среди них был найден преемник Унилы. Достоверных сведений о готах в Крыму в VI веке не сохранилось. Согласно А. А. Васильеву, уже при императоре Юстине I (518—527) власть над Боспором принадлежала гуннам. По другой теории, к 527 году утигуры изгнали готов-тетракситов из окрестностей Боспора на другую сторону Керченского пролива при поддержке византийцев, а затем, после изменения политики Византии, утигуры были изгнаны из Боспора и Крыма. Сообщая, что около 548 года крымские готы обратились к византийскому императору Юстиниану I с просьбой назначить нового епископа, Прокопий Кесарийский затрудняется указать, были ли эти готы арианами или православными.
С VIII по XVIII век в Крыму существовала т. н. Готская епархия с центром в Доросе, однако готы в это время уже не играли значимой роли.

### В Италии
Влияние готов в Северной Италии усиливалось с конца IV века, когда после заключения мира с Феодосием I в 380 году в Миланском гарнизоне появились готские ауксиларии. В 401 году Италия подверглась разграблению готов Алариха, однако в 412 году они вернулись за Альпы. Очень мало известно о христианстве у готов в этот период, кроме косвенных указаний, например, что во время разграбления Рима в 410 году готы уважали право убежища в церквях и другие подобные свидетельства, сохранённые Августином.
В 493 году власть над Италией установил исповедовавший арианство король остготов Теодорих Великий (493—526). Политика Теодориха, направленная на объединение своего народа с римлянами, была основана на толерантности. Он защищал евреев от преследований, выступал посредником между противоборствующими кандидатами на папский престол. В условиях напряжённых отношений между христианами Востока и Запада его политика служила гарантом религиозного мира в Италии. Приход к власти в Византии принципиальных сторонников православия Юстина I (518—527) и его племянника и соправителя Юстиниана I (527—565), поставивших целью сближение с Римом, сделал более не нужным поддержание мира между арианами и православными. Принятый Юстином в 523 или 524 году декрет против арианства сделал это учение наказуемым по всей империи без исключения. Поскольку Теодорих сохранял формальное подчинение византийскому императору, это касалось и его державы. С другой стороны, хотя его собственным подданным ничего не угрожало, в Византии также находились готы, которых Теодорих был должен, по возможности, защищать. В этих условиях, сделавших бессмысленным поддержание в Италии прежней религиозной терпимости, король остготов послал в Константинополь посольство во главе с папой Иоанном, возможно, с целью просить отменить этот закон. Когда послы вернулись ни с чем, папа был брошен в тюрьму, где находился до своей смерти в 526 году. Вскоре Теодорих сам умер, а его государство после поражения в Готской войне (535—554) перестало существовать.
Практически никаких сведений об организации церкви в Италии в готский период не сохранилось.

### Королевство вестготов

#### Арианский период (до 589 года)
В 418 году римское правительство поселило вестготов в провинции Аквитания Секунда на западном побережье Галлии между устьями Гаронны и Луары. В 475 году король Эйрих (466—484) провозгласил независимость от Рима и расширил своё королевство на восток до Роны и на юг до Средиземного моря и Пиренеев. Вестготы потеснили свевов в Галисии и басков, в результате чего сын Эйриха, Аларих II (484—507) правил крупнейшим государством в Западной Европе.
До 589 года господствующим течением христианства в королевстве вестготов было арианство, однако об арианской церкви в этот период известно гораздо меньше, чем об истории католической церкви на территории Пиренейского полуострова. Известно, что в событиях V—VI веков конфессиональные различия и общности между государствами германцев и Византийской империей не имели особенного значения. Когда католики-франки в 507 году вместе с арианами-бургундами напали на вестготов, они не получили, за редким исключением, поддержки среди католических священников и римских аристократов, сражавшихся вместе с готами при Вуйе. Аналогично враждебность между вестготами и Византией не уменьшилась после 589 года.
При Аларихе II повседневная жизнь католической церкви мало изменилась. Были отменены некоторые права и привилегии духовенства. Однако по-прежнему церковь имела привилегии в судопроизводстве, преступники могли получить убежище в церкви. О веротерпимости в арианский период свидетельствует тот факт, что ни один из относящихся к католической церкви законов Алариха не был отменён после 589 года и что до правления Леовигильда (568—586) не известно о столкновениях между католиками и арианами. Католики могли писать и распространять свои книги беспрепятственно; епископ Масона Меридский, даже будучи изгнанным Леовигильдом, не был стеснён в своей переписке. Епископы могли писать папе в Рим и свободно посещать церковные соборы. Католикам не возбранялось вести борьбу против присциллиан, однако два известных трактата Леандра Севильского против ариан были написаны вне страны. Судя по всему, практика переходов ариан в католичество была широко распространена.
О росте напряжённости между католиками и арианами свидетельствуют различные, достаточно косвенные признаки — достаточно сдержанные выражения соборных посланий королю, молитвы о том, чтобы терпимость короля продолжилась, отдельные намёки на то, что некоторые католики подвергались пыткам с целью принудить их к переходу в арианство. Соборная активность, достаточно высокая с 506 по 549 год, в Толедском королевстве практически прекращается между 549 и 586 годами. Из высказываний короля Реккареда (586—601) на Третьем Толедском соборе следует, что в предшествующие десятилетия соборы были запрещены в его королевстве. Неизвестно, кто запретил собирать соборы, возможно, это был Агила.
Известно об очень небольшом числе католиков среди готов в IV—V веках. К 504 году относится обнаруженный саркофаг, похожий на католический, умершей в 504 году женщины, и, кроме одного обращённого в католицизм гота, до вступления на престол в 568 году Леовигильда не известно ни об одном готе-католике. Среди участников поместных соборов не встречается ни одного германского имени. В ранние годы правления Леовигильда упоминается только о двух вестготских католиках — это хронист Иоанн Бикларский и упоминавшийся выше Масона Меридский. О переходах католиков в арианство также не известно, хотя они и настаивали на перекрещивании.
Не сохранилось свидетельств того, что после Вульфилы арианство у вестготов изменилось в догматическом отношении; по крайней мере в деяниях Третьего Толедского собора 589 года зафиксировано осуждение учения собора в Аримине 359 года, лежащего в основе готского арианства с IV века. Ариане Испании часто называли католицизм «римской религией», противопоставляя её своей «православной вере». Отличие подчёркивалось использованием готского языка в литургии и требованием перекрещивания. Однако, насколько можно судить по имеющимся сведениям, арианскую и католическую церкви занимали одни и те же вопросы: целибат и злоупотребление церковной собственностью. Первый вопрос решался в двух церквях по-разному, у готов более либерально, что поставило перед собором 589 года дополнительный вопрос, как поступать с жёнами священников-готов. Правильное управление церковной собственностью было проблемой как для ариан, так и для католиков: продажа церковной собственности священниками, дарение её без согласия коллег, разграбление имущества умирающих епископов и т. д. — эти вопросы регулировались постановлениями многих синодов и законов.

#### Леовигильд и Герменегильд
Начальный этап своего правления Леовигильд (568—586) посвятил укреплению границ королевства, ослабленного многочисленными восстаниями. Нет свидетельств о том, что эти выступления имели конфессиональное или этническое происхождение, и они, скорее, отражали тенденцию королевства к распаду. В течение первых 10 лет своего правления Леовигильд решил все эти проблемы. Укрепив государство, Леовигильд обратил своё внимание на семейный дела, и в 579 году он женил своего старшего сына Герменегильда на католичке Ингунде, дочери короля франков Сигиберта I и Брунгильды. Последняя была дочерью арианки Госвинты, вдовы Атанагильда, вышедшей замуж за Леовигильда после его смерти, и, соответственно, приходилась родной бабкой жене принца. Когда выяснилось, что 12-летняя Ингунда категорически против перехода в арианство, Госвинта избила и пыталась утопить её. Не известно, каким образом Леовигильд и Герменегильд отреагировали на это, но вскоре после этого принц получил в управление провинцию с центром в Севилье, куда он переехал вместе с женой. В Севилье Герменегильд под влиянием жены и местного монаха Леандра перешёл в католичество. Причины последовавшего за этим мятежа Герменегильда различные авторы приписывали либо религиозным гонениям его отца, либо влиянию его матери-арианки.
Согласно Исидору Севильскому, в начавшейся зимой 579—580 года гражданской войне готы разных конфессий столкнулись между собой, а роль испано-римлян и византийцев в этой гражданской войне была не очень велика. Провозгласивший себя в Севилье королём, Герменегильд предпринял меры по изгнанию арианского духовенства в подвластных ему городах, но не воспользовался возможностью перейти в наступление, пока его отец был занят войнами с басками и свевами. Летом 583 года Леовигильд штурмом взял Севилью, а в феврале следующего года был пойман Герменегильд. Смерть Герменегильда в 585 году, последовавшая, возможно, по приказу короля, поставила его в ряд католических мучеников. Несмотря на значимость событий, связанных с обращением в католичество и смертью Герменегильда, большинство современных событиям авторов предпочли о мученичестве принца и его роли в последующем принятии в стране католицизма не упоминать. По мнению британского медиевиста Э. Томпсона, это произошло из-за нежелания ассоциировать ставший государственной религией католицизм с восстанием и вызванным им опустошением Испании.
В своей религиозной политике, помимо подавления восстания готов-католиков под предводительством своего сына, Леовигильд предпринял ряд мер в защиту арианства, которые, хотя и не привели к значительным жертвам, принесли ему славу единственного гонителя католиков среди арианских королей Испании. Известно всего 4 эпизода такого рода, как до мятежа, так и после. Первый из них был связан сначала с попыткой убедить, в том числе и подкупом, перейти в арианство епископа Мериды Масону, а когда это не удалось — отнять у католической общины одну из городских церквей и передать её арианской общине города во главе с Сунной. Комиссия по определению принадлежности спорной церкви, состоявшая из ариан, присудила оставить её католикам. В конце концов король приказал передать спорную церковь арианам, а Масона был изгнан из города на три года. Этот эпизод начался в 582 году, вскоре после отвоевания Мериды у Герменегильда. О более ранних притеснениях Масоны, ставшего епископом в 573 году, ничего не известно. Вероятно, усилия Леовигильда были направлены на восстановление ситуации, бывшей до начала мятежа. За изгнанием Масоны не последовало гонений на католиков, а на его место был назначен новый католический епископ. Известно также об усилиях короля обратить в арианство ещё нескольких католиков — хрониста Иоанна Бикларского, епископа Фронимия и некоего не названного по имени священника, о котором рассказывает Григорий Турский. Все они отказались сменить веру и были вынуждены покинуть страну.
Догматические изменения в готском христианстве произошли в 580 году, когда на соборе в Толедо в 580 году была отменена необходимость в перекрещивании для переходящих в арианство из католичества, что являлось серьёзным препятствием. Известно, что этой возможностью воспользовался епископ Сарагосы. В 582 году король выразил готовность признать равенство Отца и Сына, отказав в этом только Святому Духу. Таким образом он отступил от учения Ариминского собора 359 года и Вульфилы, присоединившись к другому осуждённому учению македонианцев.
В 585 году Леовигильд предпринял поход в Галисию, завершившийся разгромом государства свевов. В результате на этой территории было восстановленное арианство, отвергнутое свевами в 550-х годах.

#### Переход в католичество
Младший сын Леовигильда Реккаред (586—601) к моменту получения власти весной 586 года ещё был арианином, а уже в феврале 587 года он тайно крестился в католичество. Ещё до мая 589 года, когда состоялся Третий Толедский собор, завершивший арианский период в истории королевства вестготов, арианские церкви и их собственность были переданы католикам. На первом заседании собора, на котором король председательствовал подобно Константину Великому на Никейском соборе, Реккаред торжественно объявил о своём обращении. Затем он приказал нотарию прочитать написанное им собственноручно изложение веры, в котором он анафематствовал Ария и признал учения первых четырёх вселенских соборов. Затем в 23 статьях, подписанных 8 бывшими арианами, участники собора анафематствовали ересь Ария. На втором заседании собора король произнёс речь, в которой призвал уделить особое внимание обучению новой вере духовенство. С этой целью он предложил ввести в церкви восточный обычай произнесения Константинопольского Символа веры всем вслух перед чтением Господней Молитвы. Это предложение было принято епископами. Решений относительно прежнего арианского духовенства принято не было, и только в 633 году было запрещено посвящать в епископы «крещённых в ереси». Было решено, что с учётом бедности испанской церкви поместные соборы должны проходить не реже раза в год, а не два раза, как это обычно принято.
Собор ознаменовал начало нового этапа взаимодействия церкви и государства в Испании. После завершения собора Реккаред издал «Эдикт в подтверждение собора», которым придал принятым решениям силу закона и предписал наказывать конфискацией имущества и изгнанием тех, кто не будет подчиняться принятым решениям. Толедский собор расширил административные функции духовенства, предписав судьям и налоговым чиновникам являться на поместные соборы и получать указания, как должно справедливо судить и облагать налогами население. Одним из дисциплинарных канонов собора предписывалось, в случае обнаружения непозволительной связи священника с женщиной, последнюю продать в рабство, а деньги раздать бедным, что также можно рассматривать как вмешательство церкви в светские дела. Позже Реккаред издал специальный закон о защите целомудрия девиц и вдов, решивших посвятить себя Богу. Следствием таких изменений в законодательстве стало усиление влияния испано-римлян, составлявших большинство католических священников.
Не все ариане королевства приняли переход короля в католичество. Только 4 готских епископа отказались от арианства на Толедском соборе. Из отказавшихся известна судьба только нескольких. Упомянутый выше арианский епископ Мериды Сунна возглавил заговор с целью убийства Масоны. После раскрытия заговора Реккаред предложил ему принять католичество и стать епископом в другом городе. Сунна отказался и был изгнан в Мавретанию, где проповедовал арианство до своей смерти. Незадолго перед Толедским собором был раскрыт другой заговор, с участием королевы Госвинты и перешедшего в арианство епископа Ульдилы. Когда заговор был раскрыт, Госвинта была казнена, а епископ сослан. Известно ещё о двух заговорах, произошедших в Септимании после собора с участием как ариан, так и католиков, с целью свержения короля.
Не известно, какие цели преследовал Реккаред, принимая своё решение. Нет никаких сведений о том, каково было число готов-католиков в 580 или 589 году. Если их было много уже во время восстания Герменегильда, тогда Реккаред в 589 году фиксировал уже сложившуюся тенденцию. Если же нет, тогда его мотивы не известны. Возможно, они были связаны с процессом слияния двух основных народов и устранения между ними законодательных различий, завершившимся в 654 году с отменой раздельного права для готов и римлян.

#### Католический период
Организация церкви в VII веке хорошо известна на основании данных многочисленных соборов. Известно, что в этот период церковь в Испании сохраняла структуру, соответствовавшую территориальному делению Римской империи. Шесть римских провинций стали церковными провинциями, в столицах которых (Нарбон, Брага, Таррагона, Толедо, Мерида и Севилья) находились резиденции митрополитов. Провинции разделялись на восемьдесят два епископства. В этот период церковь стала инструментом королевской власти, а её соборы, формально собиравшиеся по поводу обсуждения какого-либо вопроса веры, фактически назначались повелением короля, когда ему это было угодно. Эти собрания, которые могли по воле монарха обсуждать и чисто светские вопросы, были исключительно национальным институтом. Епископы, чьи диоцезы находились в королевстве, никогда не принимали участия в соборах, проходивших в византийских провинциях, Галисии до 585 года или на территориях франков. После 589 года церковь Испании стала централизованной и тесно связанной с королевским двором организацией, занятой исключительно внутренними делами. Признавая главенство папского престола, она редко вступала с ним в переписку, а если папа писал в Испанию, что тоже случалось не часто, то он получал грубый ответ.
На основании анализа нескольких сот известных имён епископов VII века, а также предполагая, что римляне никогда не брали германских имён, а готы могли принимать римские имена, исследователи определяют долю германских епископов в 30 — 40 % в зависимости от провинции. Не известно, какова была доля готов в общем числе населения, но вряд ли она превышала 10 %. С другой стороны, готы редко занимали митрополичьи кафедры — среди епископов Толедо известны только святой Ильдефонс (657—667), Сисеберт (690—693) и Гундерих против тринадцати испано-римлян, а среди епископов Севильи только Флоресинд (682—688). Вероятно, это было следствием некой государственной политики, начавшей осуществляться незадолго до Четвёртого Толедского собора 633 года.

### Первичные источники
- Григорий Турский. История франков = Historia Francorum. — М.: Наука, 1987. — 464 с.
- Епифаний Кипрский. Творения, часть 4. — М., 1880. — Т. 48. — 361 с. — (Творения святых отцов в русском переводе).
- Иордан. О происхождении и деяниях гетов / Вступ. статья, пер., комм. Е. Ч. Скржинской. — СПб.: Алетейя, 2001. — 512 с. — (Византийская библиотека. Источники). — ISBN 5-89329-030-1.
- Созомен. Церковная исторія Эрмія Созомена Саламинскаго. — СПб.: Тип. Имп. академии наук, 1851. — 636 с. — (Византийские историки, переведенные с греческого при С.-Петербургской духовной академии).
- Сократ Схоластик. Церковная история. — М.: РОССПЭН, 1996.
- Феодорит, еп. Кирский. Церковная история. — М.: Российская политическая энциклопедия; Православное товарищество «Колокол», 1993.
- Церковные историки IV—V веков / Высокий М. Ф., Тимофеев М. А. — М.: Российская политическая энциклопедия (РОССПЭН), 2007. — 624 с. — ISBN 978-5-8243-08-34-1.

### Исследования
на английском языке
- Amory P. People and Identity in Ostrogotic Italy, 489—554. — Cambridge: Cambridge University Press, 1997. — 525 p. — (Cambridge Studies in Medieval Life and Thought[англ.]). — ISBN 0 521 57151 0.
- Collins R. Visigothic Spain 409—711. — Oxford: Blackwell Publishing, 2004. — 263 p. — ISBN 0–631–18185–7.
- Heather P., Matthews J. The Goths in the Fourth Century. — Liverpool: Liverpool University Press, 1991. — 196 p. — ISBN 0-85323-426-4.
- Liebeschuetz J. H. W. G. Barbarians and Bishops. — Oxford: Clarendon Press, 1990. — 312 p. — ISBN 0-19-814886-0.
- Sumruld W. A. Augustine and the Arians: The Bishop of Hippo's Encounters with Ulfilan Arianism. — New York: Associated University Presses, 1994. — 196 p. — ISBN 0-945636-46-6.
- Scott C. A. Ulfilas, apostle of the Goths. — Cambridge: Macmillan and Bowes, 1885. — 239 p.
- Thompson E. A. The Goths in Spain. — Oxford: Clarendon Press, 1969.
- Wiles M. Archetypal Heresy: Arianism through the Centuries. — Oxford: Oxford University Press, 1996. — 204 p. — ISBN 0–19–826927–7.

на русском языке
- Байер Х.-Ф. История крымских готов как интерпретация Сказания Матфея о городе Феодоро. — Екатеринбург: Изд-во Урал. ун-та, 2001. — 477 с. — 300 экз. — ISBN 5-7525-0928-9.
- Беликов Д. Христианство у готов. — Казань: Православный собеседник, 1886. — 198 с.
- Вольфрам Хервиг. Готы. От истоков до середины VI века: (опыт исторической этнографии). / Перевод с немецкого Б. Миловидов, М. Щукин. — СПб.: Ювента, 2003. — 654 с. — (Историческая библиотека). — 2000 экз. — ISBN 5-87399-142-1.
- Захаров Г. Е. Омийство и становление королевской власти у везеготов // Вестник ПСТГУ. Серия II История. История Русской Православной Церкви. — Вып. II.8, № 29. — С. 11—25.
- Кулаковский Ю. А. К истории готской епархии (в Крыму) в VIII веке // ЖМНП. — СПб., 1898. — Вып. 2. — С. 173—202.
- Мецгер Б. М. Ранние переводы Нового Завета. — М.: ББИ, 2002. — 530 с. — ISBN 5-89647-024-X.
- Пиоро И. С. Крымская Готия. — Киев: Лыбидь, 1990. — 200 с. — ISBN 5-11-001597-X.
- Шевченко Ю. Ю., Уманец А. Н. О времени учреждения и существования Готской митрополии // Сіверщина в iсторiï Украïни. — 2011. — Вып. 4. — С. 78—84.